# Леннон Міллер
Ле́ннон Лі Мі́ллер (англ. Lennon Lee Miller; нар. 25 серпня 2006) — шотландський футболіст, півзахисник італійського клубу «Удінезе» і збірної Шотландії.

## Клубна кар'єра

### «Мотервелл»
У віці 7 років почав займатися футболом у системі клубу «Мотервелл». 31 серпня 2022 року дебютував в основному складі «Мотервелла», вийшовши на заміну в матчі Кубка шотландської ліги проти «Інвернесс Каледоніан Тісл». Таким чином у віці 16 років і 6 днів став наймолодшим гравцем клубу за його 136-річну історію, перевершивши рекорд Даррена Сміта, встановленого 2004 року. 28 грудня 2022 року в поєдинку проти «Рейнджерс» дебютував у шотландському Прем'єршипі.
15 липня 2023 року в матчі Кубка ліги проти «Елгін Сіті» забив свій перший гол у професіональній кар'єрі. 15 листопада 2023 року продовжив контракт з клубом до літа 2026 року. У підсумку був номінований на звання молодого гравця року за версією Шотландської асоціації футбольних журналістів і молодого гравця року за версією футболістів ШПФА.
28 вересня 2024 року в матчі проти «Сент-Міррена» забив свої перші голи в Прем'єршипі, оформивши дубль. За підсумками сезону 2024–25 визнаний молодим гравцем року за версією Шотландської асоціації футбольних журналістів і за версією футболістів ШПФА.

### «Удінезе»
12 серпня 2025 року перейшов в італійський «Удінезе», підписавши п'ятирічний контракт. Сума трансферу становила 5,5 млн євро, що стало рекордним продажем в історії клубу.

## Кар'єра в збірній
Виступав за збірні Шотландії до 16, до 17, до 19 і до 21 року.
В квітні 2022 року в складі збірної до 17 років потрапив в заявку на юнацький чемпіонат Європи в Ізраїлі. На турнірі провів 2 матчі, а шотландці в підсумку посіли останнє місце в своїй групі. В травні 2023 року виступав на юнацькому чемпіонаті Європи в Угорщині. На турнірі зіграв усі 3 поєдинки групового етапу, де шотландці фінішували на 4-му місці.
11 березня 2025 року вперше викликаний до збірної Шотландії головним тренером Стівом Кларком для участі в матчах плей-оф Ліги націй УЄФА проти збірної Греції. 6 червня 2025 року в товариському матчі проти збірної Ісландії дебютував за збірну Шотландії, вийшовши на заміну Кірану Тірні.

## Особисте життя
Син колишнього гравця збірної Шотландії Лі Міллера.

## Статистика виступів

### Клубна статистика
Станом на 18 травня 2025
| Клуб              | Сезон             | Чемпіонат         | Чемпіонат | Чемпіонат | Кубок | Кубок | Кубок ліги | Кубок ліги | Інші  | Інші | Всього | Всього |
| Клуб              | Сезон             | Дивізіон          | Матчі     | Голи      | Матчі | Голи  | Матчі      | Голи       | Матчі | Голи | Матчі  | Голи   |
| ----------------- | ----------------- | ----------------- | --------- | --------- | ----- | ----- | ---------- | ---------- | ----- | ---- | ------ | ------ |
| Мотервелл         | 2022–23           | Прем'єршип        | 4         | 0         | 0     | 0     | 1          | 0          | 0     | 0    | 5      | 0      |
| Мотервелл         | 2023–24           | Прем'єршип        | 27        | 0         | 2     | 0     | 5          | 1          | 0     | 0    | 34     | 1      |
| Мотервелл         | 2024–25           | Прем'єршип        | 32        | 2         | 0     | 0     | 7          | 2          | 0     | 0    | 39     | 4      |
| Мотервелл         | Всього            | Всього            | 61        | 2         | 2     | 0     | 13         | 3          | 0     | 0    | 76     | 5      |
| Удінезе           | 2025–26           | Серія A           | 0         | 0         | 0     | 0     | 0          | 0          | 0     | 0    | 0      | 0      |
| Всього за кар'єру | Всього за кар'єру | Всього за кар'єру | 61        | 2         | 2     | 0     | 13         | 3          | 0     | 0    | 76     | 5      |

### Міжнародна статистика
Станом на 9 червня 2025 
| Збірна            | Сезон             | Товариські | Товариські | Офіційні | Офіційні | Всього | Всього |
| Збірна            | Сезон             | Матчі      | Голи       | Матчі    | Голи     | Матчі  | Голи   |
| ----------------- | ----------------- | ---------- | ---------- | -------- | -------- | ------ | ------ |
| Шотландія         |                   |            |            |          |          |        |        |
| 2025              | 2                 | 0          | 0          | 0        | 2        | 0      |        |
| Всього за кар'єру | Всього за кар'єру | 2          | 0          | 0        | 0        | 2      | 0      |

### Матчі за збірну
Станом на 9 червня 2025 
| Матчі Леннона Міллера за збірну Шотландії | Матчі Леннона Міллера за збірну Шотландії | Матчі Леннона Міллера за збірну Шотландії | Матчі Леннона Міллера за збірну Шотландії | Матчі Леннона Міллера за збірну Шотландії | Матчі Леннона Міллера за збірну Шотландії | Матчі Леннона Міллера за збірну Шотландії | Матчі Леннона Міллера за збірну Шотландії |
| №                                         | Дата                                      | Суперник                                  | Рахунок                                   | Голи                                      | Картки                                    | Хвилини                                   | Змагання                                  |
| ----------------------------------------- | ----------------------------------------- | ----------------------------------------- | ----------------------------------------- | ----------------------------------------- | ----------------------------------------- | ----------------------------------------- | ----------------------------------------- |
| 1                                         | 6 червня 2025                             | Ісландія                                  | 1–3                                       |                                           |                                           | 22'                                       | Товариський матч                          |
| 2                                         | 9 червня 2025                             | Ліхтенштейн                               | 4–0                                       |                                           |                                           | 90'                                       | Товариський матч                          |

Всього: 2 матчі / 0 голів; 2 перемоги, 0 нічиїх, 1 поразка.

## Досягнення
Особисті
- Молодий гравець року за версією Шотландської асоціації футбольних журналістів: 2024–25
- Молодий гравець року за версією футболістів ШПФА: 2024–25